# Oreopasites euphorbiae
Oreopasites euphorbiae is een vliesvleugelig insect uit de familie bijen en hommels (Apidae). De wetenschappelijke naam van de soort is voor het eerst geldig gepubliceerd in 1929 door Cockerell.